# Hospital Severo Ochoa (metropolitana di Madrid)
Hospital Severo Ochoa è una stazione della linea 12 della metropolitana di Madrid. Si trova sotto alla Avenida de Orellana, nel comune di Leganés.

## Storia
La stazione della metropolitana fu inaugurata il 11 aprile 2003.

## Interscambi
- 468, 481, 485, 486, 491, 492, 493, 497
- N803, N804